# キャラフェス
キャラフェスは、かつて開催されていた美少女アダルトゲーム等のキャラクターコンテンツの総合展示会である。主催は株式会社ユウメディア。
1998年4月に第1回が開催され、東京国際展示場、インテックス大阪などで春及び秋に開催されていた。一時は後援にコンピュータソフトウェア倫理機構（ソフ倫）が付くなど業界団体の見本市の様相を呈していたが、現在は別のイベントであるDreamPartyにその座を譲る形で2006年1月を最後に開催されなくなった。